# Clytellus westwoodii
Clytellus westwoodii es una especie de escarabajo longicornio del género Clytellus, tribu Clytellini, orden Coleoptera. Fue descrita científicamente por Pascoe en 1857.

## Descripción
Mide 5,5-7,3 milímetros de longitud.

## Distribución
Se distribuye por Indonesia, Malasia, Filipinas y Singapur.